# Pasemka

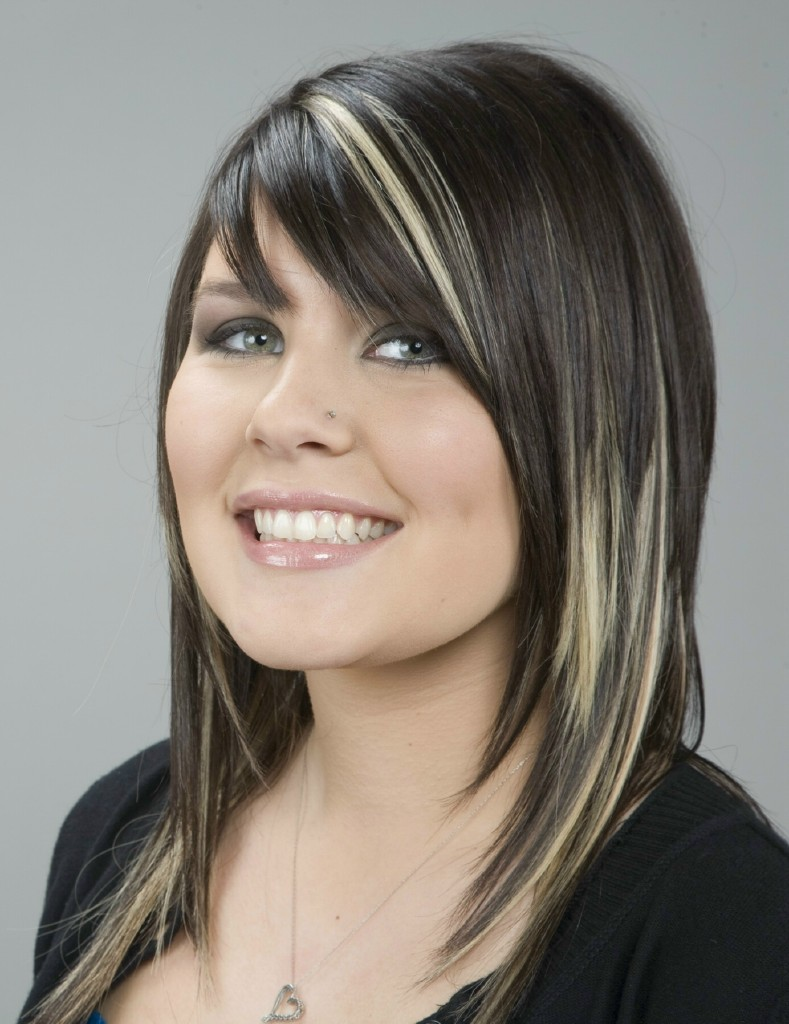
Kontrastowe blond pasemka na ciemnych włosach

Pasemka – technika fryzjerska, polegająca na farbowaniu pasm włosów na kolor odmienny od pozostałych, także efekt wykonanej w ten sposób koloryzacji. Na ogół pasemka są o kilka tonów jaśniejsze niż reszta włosów. Taka fryzura była szczególnie popularna w latach 90. XX wieku, miała ją np. Jennifer Aniston jako Rachel w serialu Przyjaciele. 
W odróżnieniu od balejażu, pasemka są wykonywane w jednym tonie kolorystycznym. 